# Timo Stavitski
Timo Stavitski, né le 17 juillet 1999 à Kirkkonummi en Finlande, est un footballeur finlandais qui joue au poste d'ailier au Mjällby AIF.

## Biographie

### En club
Timo Stavistki est formé à Helsinki, dans le club de HJK Helsinki, où il surclasse les catégories d'âge. Il joue avec les U19 à l'âge de 15 ans, puis intègre l'équipe réserve, le Klubi-04, alors qu'il n'a que 16 ans. En 2016, il découvre par la même occasion l'UEFA Youth League.
Début 2017, il refuse une offre de contrat de son club formateur et s'engage librement au RoPS, où il s'impose comme titulaire au poste d'ailier droit. En 29 rencontres de championnat, il inscrit deux buts et délivre cinq passes décisives. Alors repéré par des clubs européens, il effectue un essai au FC Barcelone, qui s'avère non concluant.
Proche de s'engager avec le Toulouse FC lors du mercato hivernal en janvier 2018, il signe finalement un contrat de quatre ans et demi en faveur du SM Caen. Lors de sa première saison avec Caen, Timo apparaît à neuf reprises sur le terrain en championnat, et marque surtout un but décisif en huitième de finale de Coupe de France, à Metz (2-2, puis victoire aux tirs au but).
Le 31 août 2018 il est prêté pour une saison au NK Osijek en Prva HNL. Seulement 6 mois plus tard, Caen décide de rapatrier Stavitski qui ne reçoit pas suffisamment de temps de jeu.
Le 4 février 2019, il est prêté jusqu'en juillet à son ancien club du RoPS Rovaniemi,. Ayant des problèmes au niveau de l'aine depuis plusieurs mois, il doit finalement se faire opérer en avril 2019. Son prêt se termine donc plus tôt que prévu, et il rentre à Caen pour son rétablissement. Il n'a pas disputé de rencontre au cours de ses deux mois en Finlande. La convalescence de sa blessure s'étend sur plusieurs mois. Toutefois, à la suite de l'annulation de toutes compétitions sportives pour la saison 2019-2020 en mars 2020, il connait une nouvelle saison blanche.
En juillet 2020, Stavitski est mis à l'essai au MVV Maastricht qui finit par le signer en prêt pour une saison en deuxième division néerlandaise. Durant ses premiers mois il ne manque que 2 rencontres avant de se blesser à la mi-décembre. Il manque le reste de la saison et rentre à Caen en mai 2021.
Malgré des sollicitations durant le mercato, Stavitski souhaite honorer sa dernière année de contrat à Caen. Il fait son retour sous le maillot caennais avec la réserve le 2 octobre 2021. Le 7 janvier 2022 il quitte définitivement le club d'un commun accord, 6 mois avant la fin de son contrat.
Le 16 décembre 2022 il retourne en Finlande et signe à l'Inter Turku pour la saison 2023 avec deux saisons supplémentaires en option. Le 4 février 2023, Stavitski fait ses débuts pour Turku lors d'un match de la Coupe de la Ligue contre Mariehamn (victoire 1-0 de Turku). Il entre en jeu à la 70e minute, marquant ainsi sa première apparation en compétition depuis décembre 2020 après une absence de 792 jours. Titulaire sur le côté droit en attaque, il inscrit son premier but pour son nouveau club le 22 février 2023 contre son club formateur du HJK Helsinki en Coupe de la Ligue (victoire 4-0 de Turku). Il atteint les demi-finales de cette même compétition avec Turku où il est éliminé par Oulou. Le 17 août 2023 il prolonge son contrat pour la saison 2024. 
Le 30 mars 2024, il remporte la Coupe de Ligue avec Turku en battant le KuPS en finale aux tirs au but.
En août 2024, Stavitski s'engage avec Mjällby jusqu'en 2028.

### En équipe nationale
Avec les moins de 19 ans, il participe au championnat d'Europe des moins de 19 ans en 2018. Lors de cette compétition, il joue trois matchs, contre l'Italie, la Norvège et le Portugal, avec pour résultats trois défaites.
Il est convoqué avec les espoirs en 2020 et dispute 5 rencontres de qualifications pour le Euro 2021.

## Statistiques
| Saison                | Club                  | Championnat           | Championnat | Championnat | Championnat | Coupe nationale | Coupe nationale | Coupe nationale | Coupe de la Ligue | Coupe de la Ligue | Coupe de la Ligue | Total | Total | Total |
| Saison                | Club                  | Division              | M.          | B.          | P.d.        | M.              | B.              | P.d.            | M.                | B.                | P.d.              | M.    | B.    | P.d.  |
| 2016                  | Klubi-04              | Kakkonen              | 14          | 2           | 0           | 1               | 0               | 0               | -                 | -                 | -                 | 15    | 2     | 0     |
| 2017                  | RoPS                  | Veikkausliiga         | 29          | 2           | 5           | 4               | 0               | 0               | -                 | -                 | -                 | 33    | 2     | 5     |
| Sous-total            | Sous-total            | Sous-total            | 43          | 4           | 5           | 5               | 0               | 0               | -                 | -                 | -                 | 48    | 4     | 5     |
| 2017-2018             | SM Caen               | Ligue 1               | 9           | 0           | 0           | 2               | 1               | 0               | -                 | -                 | -                 | 11    | 1     | 0     |
| 2018-2019             | SM Caen               | Ligue 1               | 1           | 0           | 0           | -               | -               | -               | -                 | -                 | -                 | 1     | 0     | 0     |
| 2019-2020             | SM Caen               | Ligue 2               | -           | -           | -           | -               | -               | -               | -                 | -                 | -                 | 0     | 0     | 0     |
| 2021-2022             | SM Caen               | Ligue 2               | -           | -           | -           | -               | -               | -               | -                 | -                 | -                 | 0     | 0     | 0     |
| Sous-total            | Sous-total            | Sous-total            | 10          | 0           | 0           | 2               | 1               | 0               | -                 | -                 | -                 | 12    | 1     | 0     |
| 2018-2019             | NK Osijek (prêt)      | Prva HNL              | -           | -           | -           | 1               | 0               | 0               | -                 | -                 | -                 | 1     | 0     | 0     |
| 2019                  | RoPS (prêt)           | Veikkausliiga         | -           | -           | -           | -               | -               | -               | -                 | -                 | -                 | 0     | 0     | 0     |
| 2020-2021             | MVV Maastricht (prêt) | Eerste Divisie        | 13          | 0           | 0           | -               | -               | -               | -                 | -                 | -                 | 13    | 0     | 0     |
| Sous-total            | Sous-total            | Sous-total            | 13          | 0           | 0           | 1               | 0               | 0               | -                 | -                 | -                 | 14    | 0     | 0     |
| 2023                  | Inter Turku           | Veikkausliiga         | 24          | 3           | 3           | 2               | 1               | 1               | 6                 | 1                 | 1                 | 32    | 5     | 5     |
| 2024                  | Inter Turku           | Veikkausliiga         | 19          | 5           | 3           | 4               | 2               | 1               | 7                 | 0                 | 2                 | 30    | 7     | 6     |
| Sous-total            | Sous-total            | Sous-total            | 43          | 8           | 6           | 6               | 3               | 2               | 13                | 1                 | 3                 | 62    | 12    | 11    |
| 2024                  | Mjällby AIF           | Allsvenskan           | 11          | 1           | 3           | -               | -               | -               | -                 | -                 | -                 | 11    | 1     | 3     |
| 2025                  | Mjällby AIF           | Allsvenskan           | -           | -           | -           | 3               | 0               | 0               | -                 | -                 | -                 | 3     | 0     | 0     |
| Sous-total            | Sous-total            | Sous-total            | 11          | 1           | 3           | 3               | 0               | 0               | -                 | -                 | -                 | 14    | 1     | 3     |
| Total sur la carrière | Total sur la carrière | Total sur la carrière | 120         | 12          | 14          | 17              | 3               | 2               | 13                | 1                 | 3                 | 150   | 16    | 19    |

## Palmarès
Inter Turku
- Coupe de la Ligue (1) :
  - Vainqueur en 2024.